# Pterolophia pusilla
Pterolophia pusilla är en skalbaggsart som beskrevs av Stefan von Breuning 1938. Pterolophia pusilla ingår i släktet Pterolophia och familjen långhorningar.
Artens utbredningsområde är Gabon. Inga underarter finns listade i Catalogue of Life.